# Elektrofilna adicija
U organskoj hemiji, reakcija elektrofilne adicije je reakcija adicije u kojoj se u hemijskom jedinjenju, π veza razlaže, a dve nove σ veze se formiraju. Supstrat reakcije elektrofilne adicije mora da sadrži dvostruku vezu ili trostruku vezu.
Pokretačka sila ove rakcije je formacija elektrofila X+ koji formira kovalentnu vezu sa elektronski bogatom nezasićenom C=C vezom. Pozitivno naelektrisanje X se prenosi na vezu ugljenik-ugljenik, čime se formira karbokatjon tokom formiranja C-X veze.
U koraku 2 elektrofilne adicije, pozitivno naelektrisani intermedijer se kombinuje sa (Y) koji je elektronski bogat i obično je anjon, čime se formira druga kovalentna veza.
Korak 2 je isti proces nukleofilnog napada prisutan u SN1 reakciji. Precizna priroda elektrofila i priroda pozitivno naelektrisanog intermedijera nisu uvek jasne i zavise od reaktanata i reakcionih uslova.
U svim svim asimetričnim reakcijama adicije na ugljenik, regioselektivnost je važna i često se određuje pomoću Markovnikovog pravila. Organoboranska jedinjenja daju anti-Markovnikovske adicije. Elektrofilni napad na aromatični sistem dovodi do elektrofilne aromatične supstitucije umesto reakcije adicije.

## Tipične elektrofilne adicije
Tipične elektrofilne adicije u alkene sa reagensima su:
- Reakcija dihalo adicije:
- Hidrohalogenacija:
- Reakcija hidracije:
- Hidrogenacije:
- Reakcija oksimerkuracije: živa acetat, voda
- Reakcija hidroboracije-oksidacije: diboran
- Prinsova reakcija: formaldehid, voda